# طرخشقون صغير الرؤيسات
الطرخشقون صغير الرؤيسات (باللاتينية: Taraxacum microcephaloides) نوع نباتي يتبع جنس الطرخشقون من القبيلة الشيكورية التابعة للفصيلة النجمية.

## البيئة والانتشار
موطنه بلاد الشام وتركيا.